# Segestria davidi
Espèce
Segestria davidi est une espèce d'araignées aranéomorphes de la famille des Segestriidae.

## Distribution
Cette espèce est endémique de Syrie.

## Description
La femelle holotype mesure 7,5 mm.

## Publication originale
- Simon, 1884 : Études arachnologiques. 15e Mémoire. XXII. Arachnides recueillis par M. l'abbé David à Smyrne, à Beirouth et à Akbès en 1883. Annales de la Société Entomologique de France, sér. 6, vol. 4, p. 181-196 (texte intégral).